# Pheidole williamsi

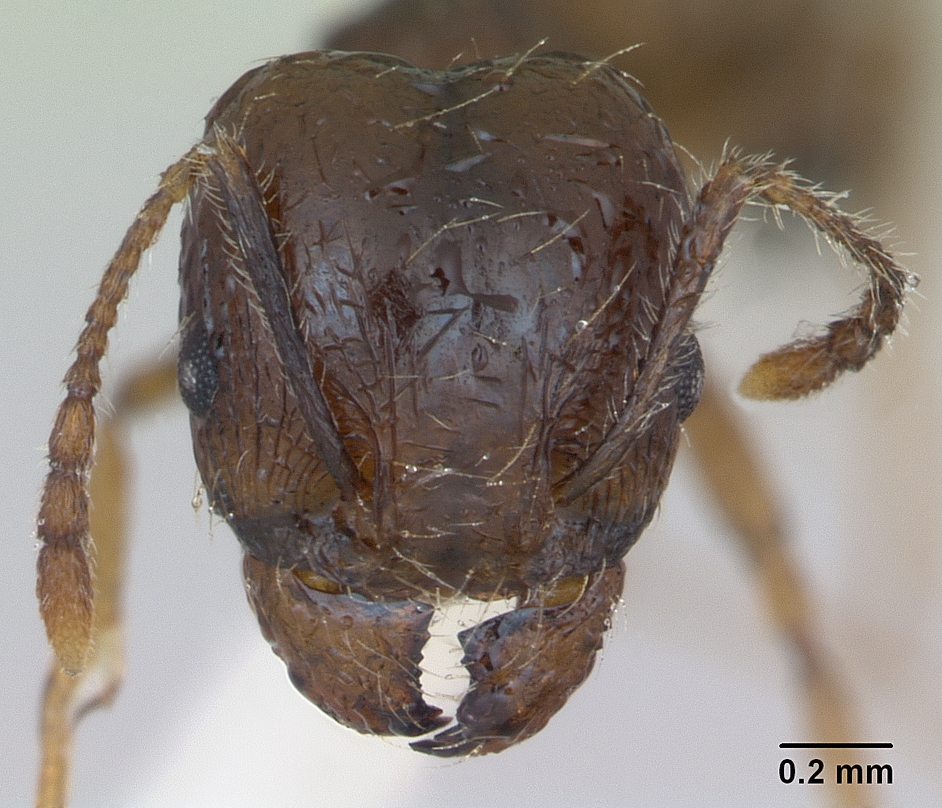
Голова солдата

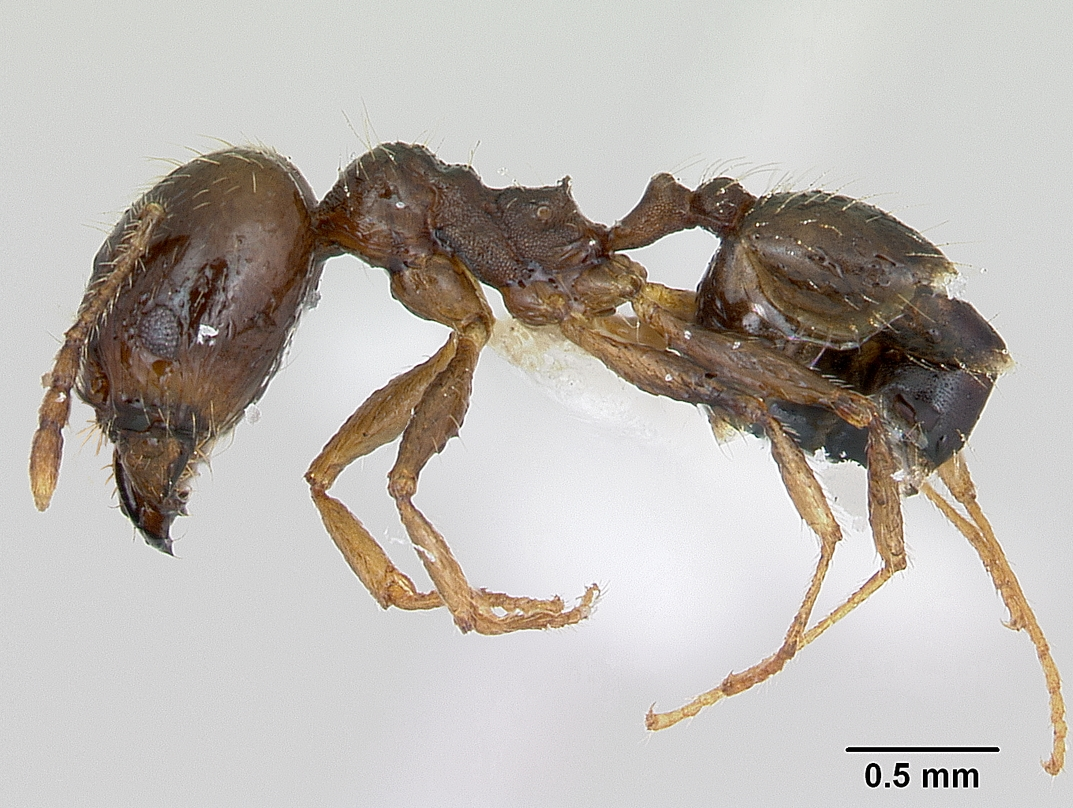

Pheidole williamsi (лат.) — вид муравьёв рода Pheidole из подсемейства Myrmicinae (Formicidae). Новый Свет.

## Распространение
Южная Америка (Эквадор): Галапагосские острова (Санта-Крус, Сеймур-Норте, Сан-Сальвадор).

## Описание
Мелкие земляные мирмициновые муравьи, длина около 2—3 мм, солдаты темно-жёлтого цвета (рабочие коричневато-жёлтые; характерные для рода большеголовые солдаты крупнее). Затылочный край головы солдат немного вогнутый. Усики рабочих 12-члениковые с 3-члениковой булавой. Ширина головы крупных солдат — 1,04 мм (длина головы — 1,10 мм). Ширина головы мелких рабочих 0,48 мм, длина головы 0,62 мм, длина скапуса — 0,66 мм. Стебелёк между грудкой и брюшком состоит из двух члеников: петиолюса и постпетиолюса (последний четко отделен от брюшка). Pheidole williamsi относится к видовой группе Pheidole diligens Group и сходен с видами Pheidole vafella, Pheidole crozieri, но отличается высоким угловидным сверху пронотумом солдат и светлой окрской. Вид Pheidole williamsi был впервые описан в 1919 году американским мирмекологом Уильямом Уилером и назван в честь руководителя галапагосской экспедиции Харрисона Уильямса (Harrison Williams). Валидный статус был подтверждён в ходе ревизии в 2003 году американским мирмекологом профессором Эдвардом Уилсоном.